# Dietrich Grönemeyer
Dietrich H.W. Grönemeyer (nacido el 12 de noviembre de 1952) es un profesor de medicina alemán y uno de los inventores de la microterapia. Nació y creció en Bochum junto con sus dos hermanos. Uno de ellos, Herbert Grönemeyer, es un músico popular.
Tras estudiar sinología y lenguas romances en Bochum y medicina en Kiel, Grönemeyer se graduó en 1978. En 1982 recibió un Ph.D y en la universidad de Witten/Herdecke recibió su habilitación, un trabajo que usualmente es necesario para convertirse en un profesor de universidad.
Es director del "Instituto Grönemeyer de Microterapia" en Bochum, y enseña radiología y microterapia en la Universidad de Witten/Herdecke. También es un profesor visitante en la Escuela Médica de Harvard en Boston, Universidad de Georgetown en Washington D. C. y Steinbeis-Hochschule en Berlín.

## Libros
- Vive con corazón y alma (Plataforma Editorial, 2012)
- El pequeño médico: Un viaje por el cuerpo humano
- Mensch Bleiben
- Mein Ruckenbuck

## Premios
- “World Future Award" 2003 (Hamburgo)
- “Hombre del milenio" (GB)
- “Hombre del año 2000" (Estados Unidos)